# Keithick House
Keithick House ist ein Herrenhaus nahe der schottischen Ortschaft Burrelton in der Council Area Perth and Kinross. 1971 wurde das Bauwerk in die schottischen Denkmallisten in der höchsten Denkmalkategorie A aufgenommen.

## Beschreibung
Das Herrenhaus wurde zwischen 1818 und 1823 errichtet. Für den Entwurf zeichnet der Architekt D. A. Whyte verantwortlich. 1839 wurde David Bryce mit der Überarbeitung von Keithick House betraut. Eine weitere Überarbeitung wurde 1926 durch Soutar & Salmond vorgenommen.
Keithick House steht isoliert rund 800 Meter nördlich von Burrelton abseits der A94. Das zweistöckige Gebäude mit dreistöckigem Turm ist klassizistisch ausgestaltet. Sein Mauerwerk besteht aus Steinquadern. Die südexponierte Hauptfassade ist asymmetrisch aufgebaut. Ein weit ausladendes Kranzgesims schließt die Fassaden. Rückwärtig geht ein einstöckiger Flügel ab.